# Psychotria lindenii
Psychotria lindenii är en måreväxtart som beskrevs av Paul Carpenter Standley. Psychotria lindenii ingår i släktet Psychotria och familjen måreväxter. Inga underarter finns listade i Catalogue of Life.